# Wojna tankowców
Wojna tankowców lub wojna o tankowce − potoczne określenie jednego z elementów konfliktu iracko-irańskiego, tzw. wojna tankowców toczyła się w latach 1984–1988 na wodach Zatoki Perskiej.
Ponieważ wojna iracko-irańska przedłużała się, nadwyrężając gospodarki i zasoby obu państw, w końcowej fazie wojny oba kraje rozpoczęły atakowanie tankowców przeciwnika. Wojna tankowców rozpoczęła się w 1984 roku od ataków Iraku na irańskie instalacje naftowe i tankowce, co spotkało się z identyczną odpowiedzią ze strony irańskiej: Irańczycy zaatakowali tankowce Kuwejtu (który udostępniał Irakowi swoje porty i tankowce) i innych państw arabskich, które podejrzewano o eksport irackiej ropy. Irakijczycy używali głównie francuskie pociski przeciwokrętowe AM 39 Exocet wystrzeliwane m.in. przez irackie Mirage F1EQ, w 1987 dwa takie pociski trafiły amerykańską fregatę USS „Stark” (FFG-31), zabijając 37 marynarzy. Działania te miały sparaliżować eksport ropy wroga, która była głównym źródłem dochodów obu państw i podstawowym źródłem finansowania trwającej wojny. Iran posiadał kilkanaście okrętów wojennych i piechotę morską, dzięki czemu mógł łatwo kontrolować ruch statków przez cieśninę Ormuz. Do osłony tankowców arabskich wysłane zostały okręty wojenne Stanów Zjednoczonych, Wielkiej Brytanii i Francji, a jedenaście kuwejckich supertankowców przyjęło amerykańską banderę i nowe nazwy, także ZSRR oferował w tym czasie swoje usługi do ochrony żeglugi po zatoce. Paradoksalnie pływanie po zatoce stało się jeszcze bardziej niebezpieczne, gdy Irańczycy w odpowiedzi zaczęli minować wody zatoki, a do walki wysyłali nieregularne oddziały poruszające się na szybkich, niewykrywalnych przez radary łodziach motorowych tj. Boghammar (od nazwy szwedzkiej firmy Boghammar Marin AB) uzbrojonych w karabin DSzK lub wyrzutnię rakiet Typ 63. 14 kwietnia 1988 amerykańska fregata USS Samuel B. Roberts (FFG-58) weszła na irańską minę, w rezultacie amerykańska flota postanowiła zaatakować irańskie okręty wojenne, aby zmusić Iran do podpisania zawieszenia broni na morzu i zaprzestania minowania wód międzynarodowych. Najbardziej spektakularny był dzień 18 kwietnia 1988 roku, gdy Amerykanie zatopili najnowocześniejszą irańską fregatę "Sahand" i kilka innych jednostek, a dalsze liczne jednostki poważnie uszkodzili.
Ostatnim rezultatem wojny tankowców było zestrzelenie samolotu Airbus A300 irańskich linii lotniczych z 290 osobami na pokładzie przez amerykański krążownik USS Vincennes, który zidentyfikował go jako wrogi irański F-14, wojna zakończyła się miesiąc po zdarzeniu.

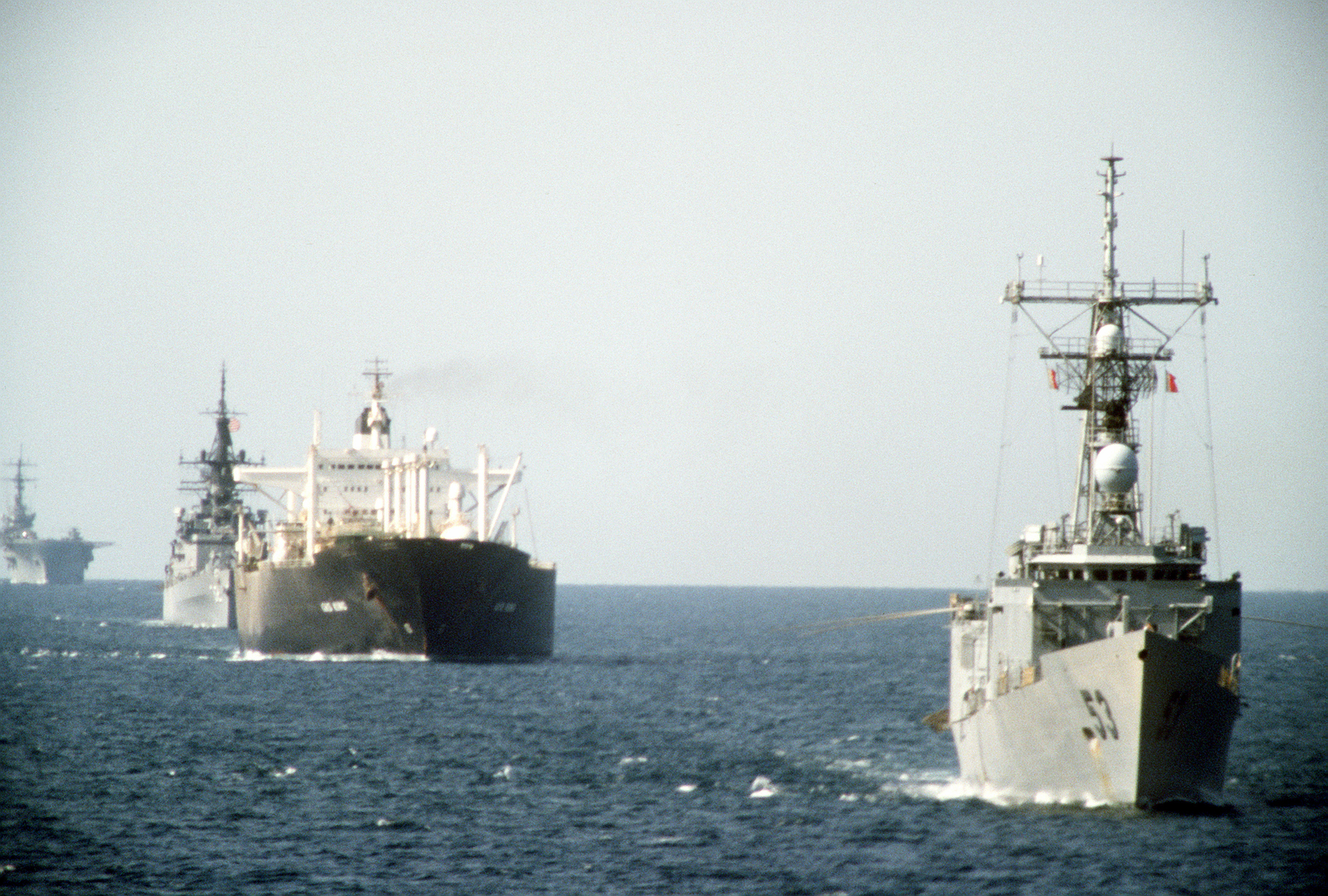
Kuwejcki tankowiec Gas king konwojowany przez amerykańskie okręty, 21 października 1987
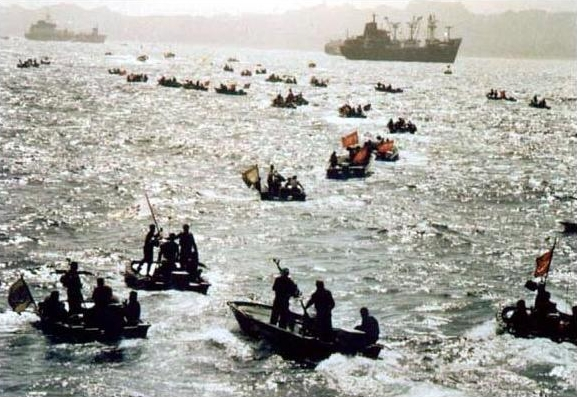
Szybkie, małe łodzie irańskie używane do rozproszonych ataków
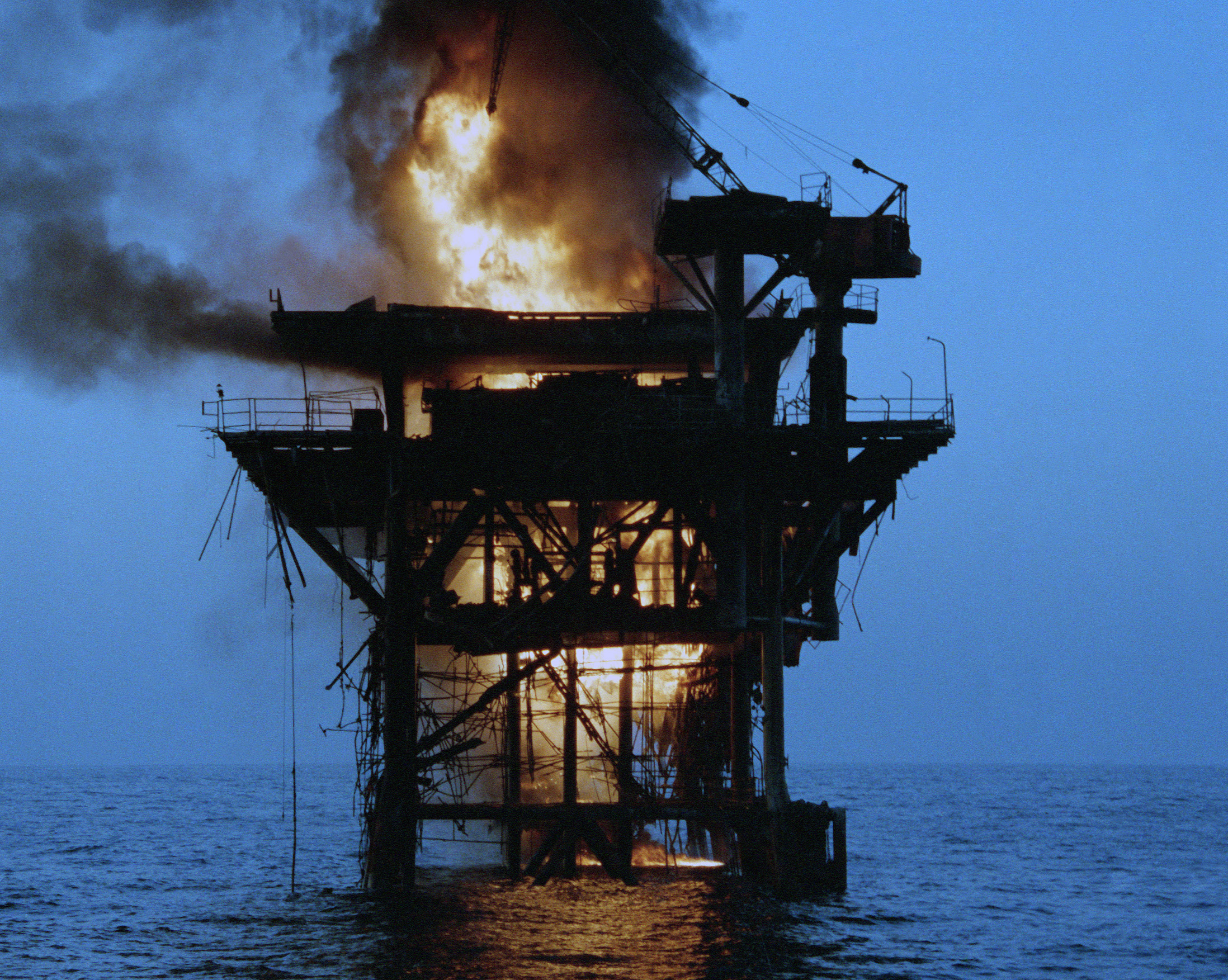
Irańska platforma wiertnicza zapalona przez amerykańskie niszczyciele, 19 października 1987
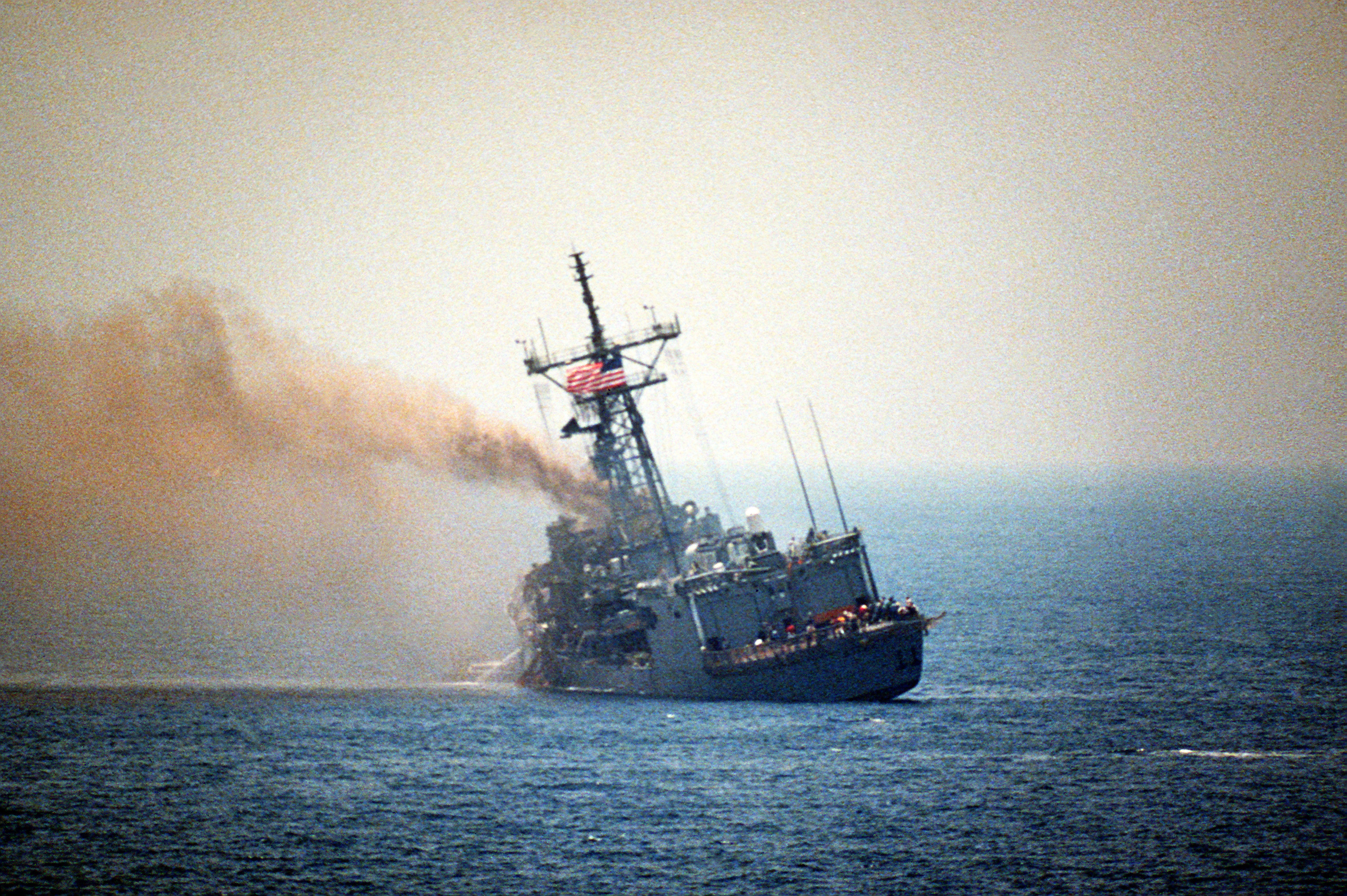
USS "Stark" trafiony pociskami Exocet
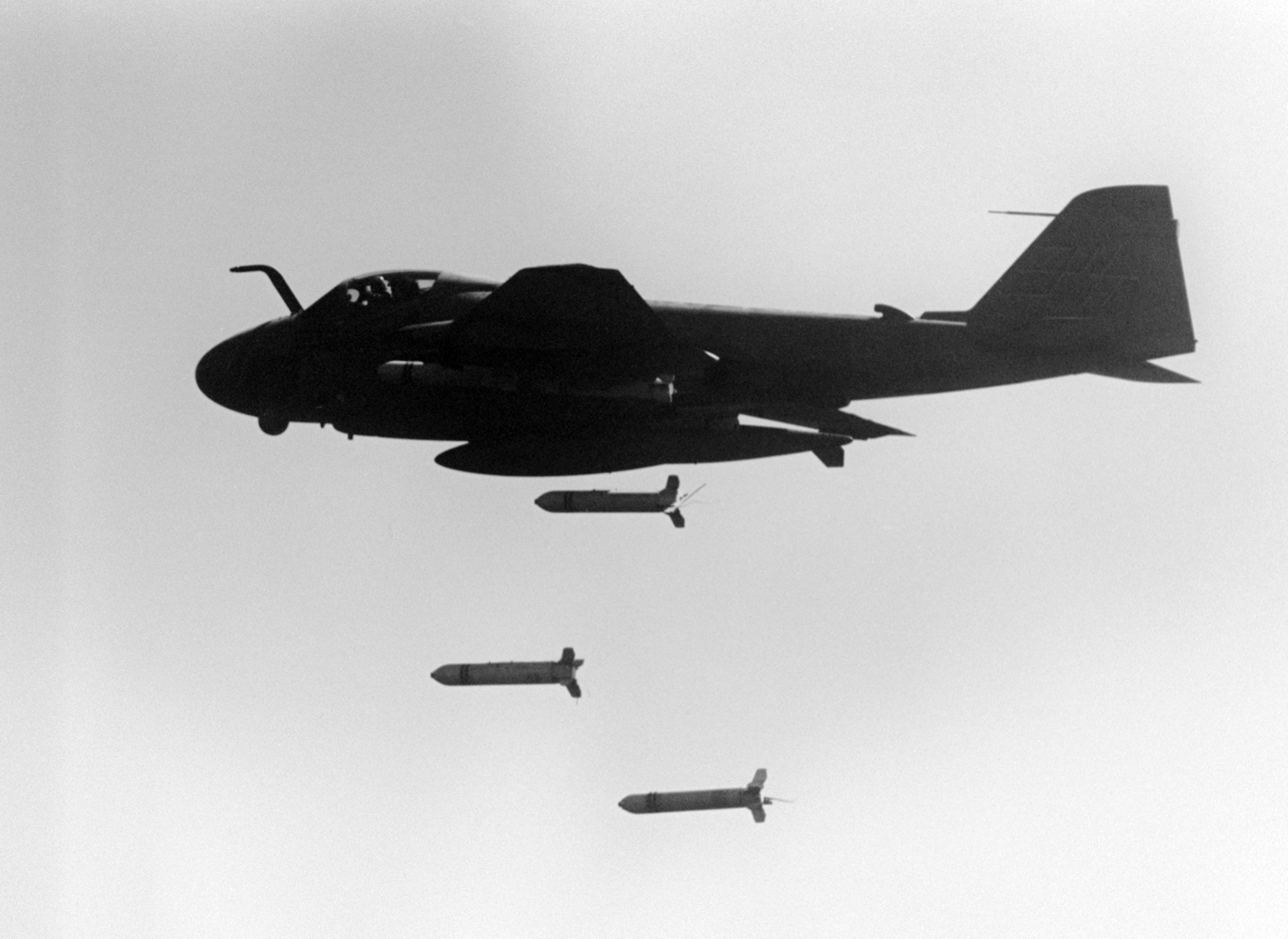
Amerykański samolot szturmowy Grumman A-6E Intruder bombarduje irańskie cele, 18 kwietnia 1988
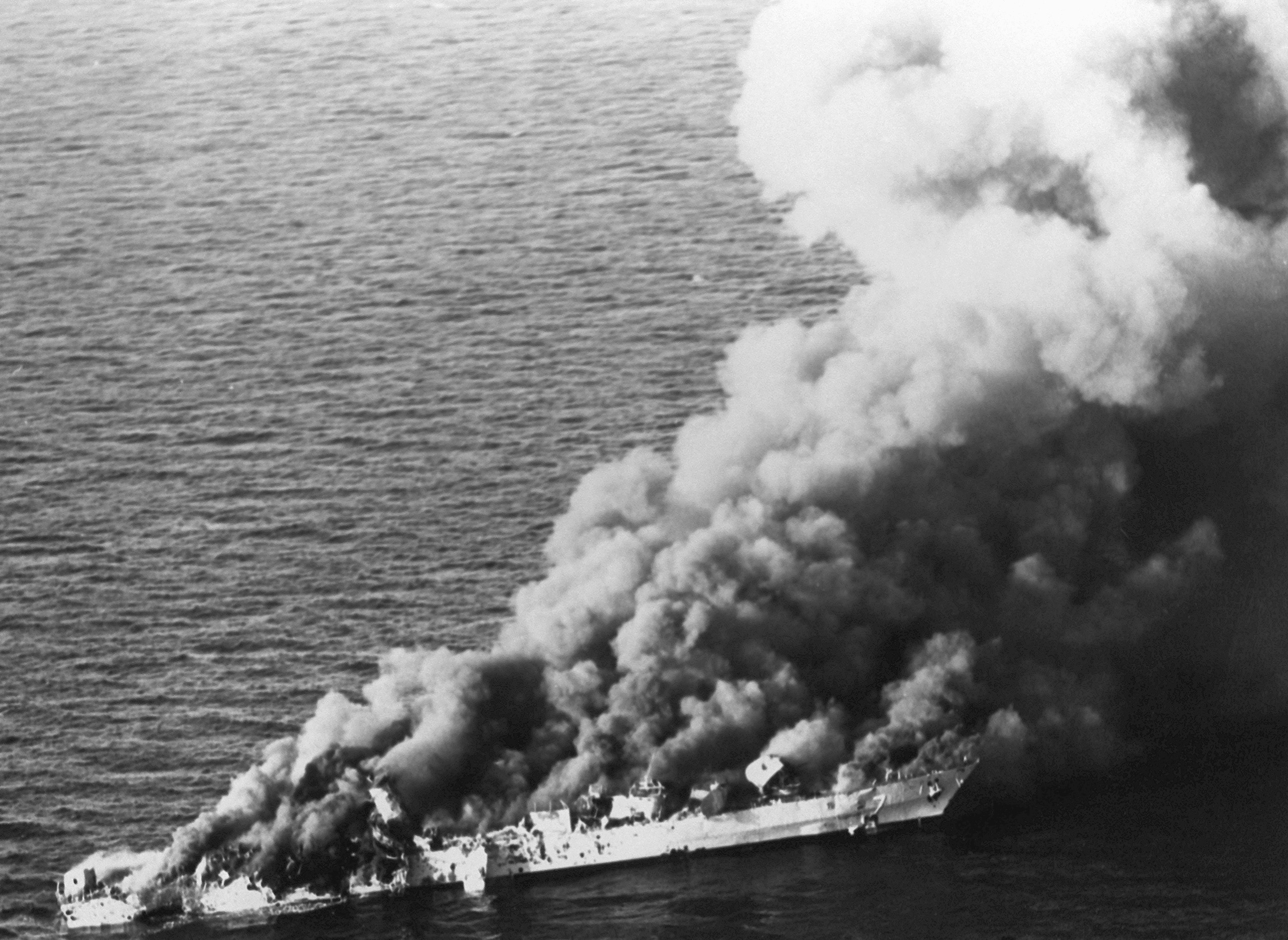
Irańska fregata Is Sahand zniszczona przez siły floty amerykańskiej, 1988